# 초연나건소사
《초연나건소사》(初恋那件小事)는 2019년 10월 23일부터 2019년 11월 21일까지 후난위성TV와 망고TV, 아이치이에서 방영된 중국 드라마다.

## 줄거리
남주인공 량유녠(라이관린)은 전교 1등에 농구와 수영, 미술 등 예체능에서도 뛰어나며, 성격까지 다정한 학교의 대표 남신이다. 양우년보다 한 학년 아래인 여주인공 샤먀오먀오(자오진마이)는 학교에 한 명쯤은 있을 법한 평범하고 수수한 존재감의 학생이다. 량유녠의 학교에 전학을 온 샤먀오먀오는 량유녠에게 첫 눈에 반하고, 그와 가까워지기 위해 발전을 거듭한다. 완벽해보이는 량유녠에게도 어머니의 죽음, 친구 린카이퉈(왕런저)와의 갈등 등 남모를 아픔이 있다. 초연나건소사는 풋풋하고 아름다운 첫사랑을 그려내 인생의 아름다운 성장을 보여주는 청춘로맨스물이다.

## 원작
2010년 개봉한 태국영화 '첫사랑'이 원작이다. 원작 '첫사랑'은 태국의 고전 영화로 그해 개봉 당시 여러 나라에서 흥행 돌풍을 일으켰다. 하지만 안타깝게도 한국에서는 개봉되지 않았다. 전체적인 내용은 미운 오리새끼 여학생이 학장을 짝사랑하는데, 미운오리새끼 여학생의 노력으로 백조가 되고 학장과의 사랑을 이루는 이야기이다. 위와 같이 전체적인 줄거리는 다소 진부하고 흔한 스토리이지만, 첫사랑의 풋풋한 느낌, 배우들의 감정연기가 돋보여 그 당시 큰 화제였다.

## 등장 인물

### 주요 인물
- 라이관린 : 량유녠 역
- 자오진마이 : 샤먀오먀오 역
- 차이웨이 : 허신 역
- 왕런저 : 린카이퉈 역
- 왕보원 : 왕이차오 역
- 주진통 : 팡샤오웨 역

## 참고 사항
- '초연나건소사'는 중국 기준 2019년 5월 7일 크랭크업을 했다.
- '초연나건소사'의 작가인 조건건은 '치아문단순적소미호의 작가이다.
- 작가 조건은 '초연나건소사'를 쓰기 시작한 때부터 남주인공으로 라이관린을 점찍었다고 한다.
- 여주인공 자오진마이는 2002년생으로 남주인공 라이관린보다 한 살 적다.
- 초연나건소사 웨이보에 들어가면 크랭크업 특집 영상, 메이킹 등을 볼 수 있다.
- 남주인공 라이관린이 드라마 오프닝곡 '첫사랑(初恋)'을 불렀다.
- 한국 중국문화전문채널인 채널차이나가 현지 방영 전 VOD 저작권을 구입했다. 방영일자는 미정이다.
- 드라마 방영 내내 시청률 동시간대 1위를 기록했고, 방영 25일 동안 전체 웹 조회수 27억9000만뷰를 기록했다.
- 2019년 12월 18일 넷플릭스코리아에 공개됐다. 한국 제목은 '첫사랑의 멜로디'이다. 드라마로는 이례적으로 '전체관람가'를 받았다.